# Société commanditaire du commerce et de l'industrie
La Société commanditaire du commerce et de l'industrie est société en commandite à vocation bancaire créée en 1827 par le banquier  Jacques Laffitte. C'est l'une des premières tentatives française de banque soutenant l'industrie par des crédits à moyen terme.

## Histoire
Elle est fondée en 1827 par Jacques Laffitte, avec le soutien de James de Rothschild, Perier, d'Eichthal, Mallet, Paccard, Goüin, Odier, Oberkampf, Schlumberger, Mollien, Talleyrand, Baring, ...
Des adeptes de Saint-Simon, parmi lesquels les jeunes frères Pereire, formèrent peu de temps après le projet d'un nouveau « système des banques » pour que l'économie bénéficie plus largement des miracles du crédit. En 1836, Laffite réussit à créer une nouvelle banque d'affaires au capital de 20 millions grâce au système de la commandite, la Caisse générale du commerce et de l'industrie J. Laffitte et Cie.